# Cars
Cars (titulada Cars: Una aventura sobre ruedas en Hispanoamérica) es una película de comedia deportiva animada por ordenador estadounidense de 2006 producida por Pixar Animation Studios y lanzada por Walt Disney Pictures. Fue dirigida por John Lasseter a partir de un guion propio junto con Daniel Fogelman, Joseph Henry Ranft, Kiel Murray, Philip Lorin y Jorgen Klubien, y una historia ideada más en profundidad por Lasseter y Ranft. Fue la última producción independiente por parte de Pixar antes de ser comprada por Disney en enero de 2006. La película está ambientada en un mundo poblado enteramente por coches parlantes antropomórficos entre otros vehículos, sigue a Lightning McQueen —Rayo McQueen en Español—, un auto deportivo novato que, de camino a la carrera más importante de su vida, se queda varado en un pueblo llamado Radiator Springs y aprende un par de cosas sobre la amistad, la familia y vida por las que realmente vale la pena esperar.
La película está protagonizada por las voces de Owen Wilson, Paul Leonard Newman  —en su último papel de actuación de voz en una película teatral—, Bonnie Lynn Hunt, Daniel Lawrence Whitney , Anthony Marcus Shalhoub, Cheech Marin, Michael Wallis, George Carlin, Paul Dooley, Jenifer Lewis, Guido Quaroni, Michael Keaton, Katherine Helmond, John  Deszo Ratzenberger y Richard Lee Petty, mientras que los pilotos de carreras Ralph Dale Earnhardt Jr. —como «Junior»—, Mario Andretti, Michael Schumacher y el entusiasta de los autos James Douglas Muir Leno como «Jay Limo»— se expresan a sí mismos.
Cars se estrenó el 26 de mayo de 2006 en Lowe's Motor Speedway ubicado en Concord (Carolina del Norte), y en cines en los Estados Unidos el 9 de junio, con críticas generalmente positivas y también recibió un éxito comercial, recaudando US$462 millones en todo el mundo con un presupuesto de US$120 millones. Fue nominada a dos Premios de la Academia, incluida la Mejor Película de Animación, pero perdió ante Happy Feet; aun así, ganó el Premio Annie a la Mejor Película de Animación y el Globo de Oro a la Mejor Película de Animación. Se estrenó en DVD el 7 de noviembre de 2006 y en Blu-ray y VHS en 2007, siendo esta la última película de Disney lanzada en este último formato en varios países. La película estuvo acompañada por el cortometraje One Man Band para sus estrenos en cines y hogares. La película estuvo dedicada a Joe Ranft, el codirector y coguionista de la película, quién murió en un accidente automovilístico durante la producción de la película.
El éxito de Cars lanzó una franquicia multimedia y una serie de dos secuelas producidas por Pixar y dos spin-offs producidos por Disneytoon Studios, comenzando con Cars 2 (2011).

## Argumento
Estando en el final de la temporada de la Copa Pistón, los favoritos para ganar la copa se encuentran empatados en puntos por el liderazgo en una carrera, entre los cuales están: el veterano y siete veces campeón Strip «El Rey» Weathers, su perseguidor egoísta y tramposo Chick Hicks, y el novato sensación, Rayo McQueen. En medio de la carrera, Chick Hicks saca a Rayo McQueen fuera de la pista cuando este golpea el parachoques trasero de Rayo con tal de quitarlo de su camino, para asegurarse que no lo estorbe más, Chick provoca un accidente en la pista, empujando a los demás pilotos, pero McQueen se las ingenia para atravesar el choque ileso. Mientras todos los demás pilotos afectados por el choque hacen una parada rápida en los pits, McQueen por su parte decide quedarse en la pista para tomar la punta. Llegando casi a las últimas vueltas, McQueen logra sacar una enorme ventaja de sus rivales y hace una última parada en los pits, donde el equipo de McQueen trata de cambiarles los neumáticos, pero este último insiste que no lo hagan y solo pide que recarguen de gasolina el tanque y sale de los pits sin el cambio de neumáticos, lo que ocasiona que su propio equipo se moleste con él, a sabiendas que de verdad los necesitaba. Ya estando en la última vuelta de la carrera, McQueen se confía de que ya tiene la carrera ganada, pero en plena vuelta y por su acto de imprudencia previo, uno de sus neumáticos traseros se le revienta en plena curva 3 de la pista, lo que ocasiona que este empiece a perder velocidad y perder el control, por otro lado su propio equipo ve este incidente y se enojan con McQueen porque se lo habían advertido y este último no les hizo caso. Mientras tanto, «El Rey» y Hicks observan el infortunio del Rayo McQueen desde la curva 1 a través del televisor y aprovechan esta oportunidad y aceleran a fondo para alcanzarlo, por su parte McQueen intenta por todos los medios posibles de llegar a la meta, pero desafortunadamente para el novato, el otro de sus neumáticos traseros se revienta y comienza arrastrarse y a perder aun más velocidad, mientras que «El Rey» y Hicks entran a la curva 3 y continúan avanzando. Ante esta situación y viendo que sus rivales se aproximan, McQueen empieza a saltar hasta la meta, pero «El Rey» y Hicks finalmente pasan la curva 4 y se acercan cada vez más y finalmente la carrera termina en un final cerrado que es revisado posteriormente por los oficiales de la carrera, los cuales dictaminan un triple empate entre Hicks, «el Rey» y McQueen. Momentos después, «El Rey» le da una charla a McQueen sobre lo importante que es contar con un buen equipo para ganar, pero a McQueen, que había provocado la renuncia de sus ayudantes en los pits tras unos comentarios en una entrevista, le disgusta su patrocinador Rust-eze pues sus miembros son un montón de autos oxidados, mientras que sueña con Dinoco, el patrocinante del «Rey». Los oficiales deciden que la carrera de desempate entre los tres líderes se hará en Los Ángeles, California, dentro de una semana. Desesperado por llegar lo antes posible a su destino para socializar con su futuro patrocinador Dinoco, el mismo McQueen exhorta a su camión de transporte, Mack, a conducir toda la noche sin detenerse para llegar antes que sus rivales con la promesa que no se dormirá por la noche, la cual poco después incumple y se queda dormido, mientras tanto un muy cansado Mack continua el viaje intentando por todos lo medios de mantenerse despierto, pero fracasa una y otra vez. Minutos después, el camión es alcanzado por un grupo de autos tuneados conformados por Boost, Wingo, DJ y Snot Rod, los cuales se divierten molestando al muy cansado camión, donde DJ le pone una música relajante a Mack, el cual termina por dormirse en plena carretera, posteriormente Boost y Wingo comienzan a empujarlo hacia los carriles laterales provocando vibraciones dentro de tráiler haciendo que un juguete del Rayo McQueen, se caiga de su estante y termine presionando el botón de la rampa del tráiler, haciendo que se abra la puerta accidentalmente, causando que McQueen se salga del tráiler mientras está dormido y termine en plena carretera. Justo cuando McQueen se despierta en medio del tráfico, perdido y en pánico decide buscar a Mack, pero al hacerlo y al no poseer luces termina perdiéndose tras confundirse de camión y acaba metiéndose por accidente en la Ruta 66, llegando a un olvidado pueblo llamado Radiador Springs. Tras una persecución con el sheriff, un Buick Riviera de 1941 de policía de dicho pueblo, McQueen termina destrozando la calle principal del pueblo por accidente y es arrestado.
Al día siguiente, Mack llega al circuito de Los Ángeles, solo para darse cuenta de que McQueen no está en el tráiler, por lo que ponen un bloque de búsqueda por todo el país para encontrarlo lo más pronto posible. Mientras tanto, McQueen se despierta encerrado en un depósito, atado con un bloqueador de ruedas que impide su movimiento, en donde conoce a una grúa International L-170 de 1951 oxidada llamada Mate, la cual empieza a sociabilizar con el hasta que llega el Sheriff para llevarlo a la corte de tránsito para ser juzgado enfrente de todos los residentes. El juez y médico local, Doc Hudson, un Hudson Hornet de 1951, al verlo, quiere que se largue de Radiador Springs inmediatamente, pero por medio de los argumentos de la fiscal local, Sally Carrera, una Porsche 911, Doc decide cambiar su sentencia de McQueen y es obligado a reparar la calle principal como sentencia de servicio comunitario con una máquina asfaltadora llamada Bessie.
McQueen intenta apurar el trabajo luego de escuchar por la radio que su rival Chick Hicks está en California impresionando a Dinoco, pero al hacer tal acción termina dejando la calle peor que como estaba, entonces Doc se aparece y le ordena raspar todo e iniciar el trabajo a ir de nuevo, sin embargo McQueen le dice que él no es un bulldozer y que es un corredor, entonces Doc tiene una gran idea y decide retar a McQueen a una carrera con una condición de que si McQueen gana la carrera, el Doc reparará la calle del pueblo y McQueen quedará en libertad de su sentencia y podrá irse, pero si el Doc gana la carrera, McQueen reparara la calle a su manera, ante este reto y confiado en que ganará fácilmente, McQueen acepta el reto. Cuando la carrera inicia, McQueen acelera con un rugido muy fuerte y corre a fondo tomando la delantera, sin embargo, Doc decide ir con toda calma llevando a Mate consigo, ya que puede que lo necesite momentos después, por otro lado McQueen llega a la última curva pensando que ganaría, pero creyendo que en las pistas de tierra se conduce igual que en el asfalto, McQueen pierde el control y termina por estrellarse en un campo de cactus. Por consiguiente, Doc gana la carrera (cosa que él ya sabía de antemano porque el mismo McQueen no sabe derrapar en las curvas por su falta de experiencia en pistas de tierra), no sin antes humillar a un más a McQueen y le ordena a Mate subirlo del campo de cactus, para luego ser obligado a empezar nuevamente el trabajo de reparación de la calle.
Al día siguiente y como se quedó sin asfalto a media noche, McQueen se toma unas horas de descanso y regresa a la pista de tierra e intenta sin éxito superar la última curva que le costó su libertad, hasta que el Doc se le acerca y trata de darle unos consejos de como lograrlo, pero este en un principio se muestra muy ego maniático con los consejos y sigue intentando. En uno de esos intentos, malinterpreta uno de los consejos de Doc, termina cayéndose por un barranco a otro campo de cactus, para empeorarle las cosas un cactus en la punta del barranco también termina cayéndole encima. Por la tarde, tras ser limpiado por el camión de bomberos Rojo, la fiscal Sally lo invita a dormir en el cono-comodín que es su motel, compuesto por conos de tráfico donde se alojan dentro. Posteriormente, Mate le invita a volcar tractores en un campo donde los vuelca pitando el claxon, y McQueen los vuelca todos después de hacer sonar su motor, lo cual provoca que Frank (una cosechadora furiosa que hace sonidos como de un toro) los persiga pese a que logran escapar. Así, poco a poco McQueen va formando lazos de amistad con Sally y Mate.
A la mañana siguiente, esperando su ración de gasolina, entra al Garaje de Doc y descubre que este ganó tres Copas Pistón entre 1951 y 1953 hasta que Doc lo descubre y le echa rehusándose a entrenarle. Posteriormente, Sally invita a McQueen a dar un paseo a un motel en lo alto de la montaña, donde le explica que tiempo atrás Radiador Springs solía ser una parada popular en la Ruta 66, pero con la construcción de una interestatal que aisló al pueblo y les ahorró a los conductores diez minutos de camino, Radiador Springs quedó borrado del mapa, con lo que muchos de los residentes cerraron sus negocios y se fueron. Al regresar al pueblo, se encuentran con que este es invadido por los tractores que McQueen y Mate volcaron la noche anterior. Mientras persigue a uno de ellos, McQueen descubre a Doc corriendo como un profesional en pistas de tierra. Tras perseguirlo, le pregunta que porque se retiró, Doc le revela que es en realidad, el «Fabuloso Hudson Hornet», un legendario corredor que ganó tres Copas Pistón consecutivas entre 1951 y 1953 pero el Doc en su defecto le menciona a Rayo diciendo que las Copas Pistón solo son un montón de copas vacías, pero justo cuando McQueen le menciona que el Doc renunció a las carreras porque este había llegado a la cima de su carrera y de haberlo ganando todo, pero el Doc le confiesa a Rayo que su historia en las carreras está completamente equivocada, en cierto modo. Momentos después, el Doc le muestra a Rayo un recorte del periódico que tiene guardado en una vitrina del garaje en donde le revela que este en el año 1954 sufrió un severo accidente en una carrera que lo retiró de las pistas por un largo tiempo, para cuando se recupero de aquel choque volvió esperando la gran bienvenida de su equipo, pero en su lugar recibió la noticia de sus compañeros de equipo que le dijeron, que los días de Doc como corredor son historia, ya que estos le pusieron su atención en el siguiente novato en la fila de aquella época, también le menciona a McQueen que en su momento tenía tanto que dar todavía para las carreras y no lo dejaron siquiera enseñarles, además de que el conserva ese recorte del periódico que habla de su accidente, para no olvidar de que nunca debe volver, aunque no ha perdido su habilidad para correr pese a eso, sin embargo y muy resentido por el hecho de que lo hayan abandonado tan rápido y se rehúsa a entrenar a McQueen cuando éste se lo pide y además le menciona a McQueen todos los defectos que este joven corredor tiene, entre ellos no importarle ninguna otra cosa que no fuera por sí mismo y también le recalca que la gente del pueblo son buenos y se cuidan unos a los otros y Doc no quiere que dependan de alguien que no les enseñe nada, sin embargo el propio McQueen inmediatamente le reclama sobre su pasado como corredor y como este llegó hace mucho tiempo y que nadie del pueblo sabe quién es en realidad y le reclama que Doc también solo se preocupa por sí mismo, pero entonces el Doc se molesta por el comentario y le exige al corredor que termine de reparar la calle rápido y que se largue de su pueblo.
Al día siguiente, McQueen termina de arreglar la calle y decide quedarse un poco más en el pueblo, visitando los negocios para equiparse antes de ir a California para hacerles una favor a los residentes, poniéndose Ruedas nuevas blancas en el taller de Guido y Luigi, comprando a Fillmore una lata de gasolina orgánica, probando material de equipamientos en el almacén de Sargento, Lizzie le pone tres pegatinas en su parachoques trasero y Ramón le aplica una nueva capa de pintura. Tras un paseo de noche con música y las luces de neón encendidas donde todos los residentes se asombran con la unión de McQueen y Sally, por otro lado, el Doc quién ya no soporta que McQueen este más en el pueblo, llama a los medios de comunicación y les informa sobre la ubicación actual de Rayo para que se lo lleven, súbitamente cientos de reporteros de la prensa llegan con Mack al pueblo encontrando a McQueen quién se había extraviado previamente. Pero rápidamente Rayo se ve forzado a ir a California sin tener siquiera la oportunidad de despedirse de sus amigos. Una vez que McQueen se va con Mack, Sally descubre a una periodista dando las gracias a Doc por haberles avisado del paradero de McQueen en el pueblo, provocando que ésta se moleste con él por solo pensar en sí mismo y no en el resto del pueblo, los cuales se entristecen al ver como McQueen se marcha. Una vez que se retiran a sus hogares, el pueblo vuelve a quedarse en silencio y oscuridad, mientras que el Doc se queda pensativo de lo que paso, hasta que finalmente recapacita y comprende el daño que había provocado por sus errores y de cuánto significaba McQueen para los residentes y de lo que había hecho por el pueblo.
La carrera de desempate comienza y McQueen no puede concentrarse al no dejar de pensar en Radiador Springs, cometiendo errores y quedándose rezagado mientras Chick lo esquiva y acelera maliciosamente tras el Rey. Cuando ya está a punto de darse por vencido, justo en ese momento escucha por la radio una voz diciendo: "No vine de tan lejos para verte renunciar", acto seguido Rayo voltea su mirada a los pits y se sorprende de ver que sus nuevos amigos de Radiador Springs han venido para apoyarlo en los pits con Mack, –con Doc de vuelta con su pintura de corredor– como su nuevo jefe de mecánicos, lo que causa gran sorpresa en todos los aficionados, pues no habían visto a la leyenda viviente en casi 50 años. Usando los trucos que aprendió en Radiador Springs, McQueen logra contrarrestar las tácticas sucias de Chick Hicks y mantenerse dentro de la carrera detrás del Rey y Chick. En la última vuelta, Chick embiste al Rey y a McQueen, donde este último sale fuera de la pista, mientras que el Rey y Chick siguen derrapando en la pista para no perder el control en el asfalto, pero al recordar la técnica de derrape de Doc, McQueen la aplica para alegría de Doc, consigue mantener el control derrapando en la tierra y consigue volver a la pista, tomando la delantera y se dirige hacia la meta. Por otro lado y empeñado a no terminar detrás del Rey otra vez, Chick embiste el parachoques trasero del Rey violentamente y lo saca volando fuera de la pista, el cual termina en un violento choque cayendo afuera en la tierra, para el horror de todo el público presente. Por su parte, McQueen observa por la pantalla de la arena y ve el choque del Rey, donde rápidamente se acuerda de como acabó la carrera de Doc, este en el último segundo frena bruscamente justo antes de cruzar la línea de meta y deja que Chick gane la Copa Pistón y este se emociona como nunca. Ante las miradas atónitas de todos los presentes por lo ocurrido, McQueen decide regresar marcha atrás y  empujar al Rey para ayudarlo a cruzar la línea de meta y que este pueda terminar su última carrera y pueda retirarse con dignidad, ante esto el Rey le menciona a McQueen que a pesar de su acto de humildad acaba de perder la Copa Pistón por eso, pero McQueen habiendo reflexionado bastante de sus errores pasados le responde al Rey diciendo: "Un viejo corredor gruñón un día me dijo algo, que es solo una copa vacía", esto último también lo escucha el Doc Hudson desde el radio y se queda impresionado por la gran madurez que ha demostrado Rayo, ganándose las ovaciones de todos. En cuanto a Chick, si bien gana la Copa Pistón, todo el mundo rechaza su victoria por causar el accidente del Rey y en la ceremonia de premiación lo abuchean.
Aun así y pese a haber perdido la carrera, Rayo McQueen se gana el respeto y admiración de todos por su espíritu deportivo; Tex Dinoco, el fundador, dueño, administrador y presidente local de Dinoco, se le aproxima para ofrecerle su patrocinio, pero McQueen amablemente lo rechaza, ya que ha decidido quedarse con el equipo de Rust-eze por haberlo llevado hasta ahí (demostrando una mejor cultura en valores que las que tenía previamente), aun así Dinoco respeta su decisión y le pregunta que si hay algo que Tex haga por McQueen que sólo se lo diga, entonces McQueen le agradece y, después de pensar que en realidad si hay algo, la escena cambia a Mate volando eufórico en uno de los helicópteros de Dinoco. McQueen muda su cuartel general a Radiador Springs, con lo que le devuelve la vida y alegría al pueblo y a todos sus habitantes así como una sorpresa para Luigi y Guido cuando descubren que un Ferrari (con la voz de Michael Schumacher) visita su tienda junto con dos amigos pertenecientes de la marca Maserati, algo que en realidad los pone muy felices hasta el punto de desmayarse.
En los créditos se observa cómo Radiador Springs recobra el esplendor que tenía en la historia contada por Sally, pues muchos clientes llegan al Café de Flo, al Taller de Ramone, a la tienda de llantas de Luigi y otros más. Los Tuners que molestaron a Mack y le empujaron, son alcanzados por el Sheriff, arrestados y condenados a realizar servicio comunitario en Radiador Springs asfaltando las carreteras del pueblo. También aparece Junior, El Rey y su esposa visitando el Museo de Doc Hudson con Mate de guía, donde el Rey le revela a Junior que Doc Hudson fue su ídolo. Al mismo tiempo, Doc y Rayo aparecen compitiendo en el desierto mano a mano, donde el múltiple campeón le da una lección de manejo al joven Rayo, demostrando cualidades intactas de manejo. También se ve a Sargento en una escena de entrenamiento de vehículos 4x4, en la cual se hace una sarcástica escena con un Hummer civil, con la cual se pretende demostrar que en la realidad, no posee las mismas cualidades que su hermano Humvee, el automóvil de combate especializado para el Ejército estadounidense, y que sus dueños jamás los utilizan en caminos duros y polvorientos. También, se revela que McQueen y Sally deciden reinaugurar una vez más el antiguo Motel Wheel-Wheel nuevamente para uso turístico. También se ve un nuevo autocinema que es inaugurado en el pueblo, pudiendo observarse allí parodias de otras películas de Pixar hechas con automóviles, como Bichos, Monsters Inc. y Toy Story, con Mack quejándose de que los personajes de Ham, el Abominable Hombre de las Nieves y P.T. Pulga comparten al mismo actor de voz, acusando que los desarrolladores se quedan sin imaginación al escoger a los actores (una referencia a que esos personajes (incluyendo a Mack) son interpretados por el mismo actor de voz, John Ratzenberger).
En la escena poscréditos, Van y Minny, dos minivans que habían pasado por Radiador Springs anteriormente, están perdidos en medio del desierto cansados debido a la dependencia de Van de su GPS (sin saber que estaba defectuoso) en vez de mapas los cuales Sally le había ofrecido en su visita al pueblo. La película cierra con un escarabajo (basado en el Escarabajo VW) que vuela y golpea contra lo que sería el lente de la cámara, así que vuelve a encender su motor y se retira con los dos automatizados esposos.

## Elenco

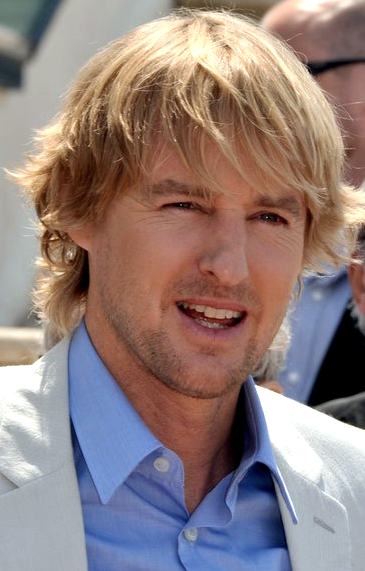
Owen Wilson (fotografiado en 2011) dio la voz a Lightning McQueen.

Thomas Jeffrey Hanks, Tim Allen, William Edward Crystal, John Stephen Goodman, Dave Foley y John Dezso Ratzenberger repiten sus papeles vocales de películas anteriores de Pixar durante una secuencia de créditos finales con parodias de automóviles de Toy Story, Monsters, Inc. y A Bug's Life. Cars fue la última cinta de Pixar en la que trabajó Joseph Henry Ranft, quién murió en un accidente de tránsito un año antes del estreno de la película, a los 45 años de edad. La película fue la segunda dedicada a su memoria, después de Corpse Bride (2005). El memorial mostraba los papeles que había hecho en las otras películas dirigidas por John Lasseter durante los créditos. Esta es también el último filme —no documental— de Paul Leonard Newman antes de su retiro en 2007 y su muerte en 2008, que resultó ser la película más taquillera de su carrera.
- Owen Wilson como Lightning McQueen, un auto de carreras de color rojo hecho a medida que John Lasseter describe en Los Angeles Times como «un híbrido entre un stock car y un auto de carreras de resistencia de Le Mans más curvilíneo».[6]
- Paul Newman como Doc Hudson, un Hudson Hornet de color azul marino de 1951 que luego se revela como el Fabuloso Hudson Hornet.
- Bonnie Hunt como Sally Carrera, un Porsche Carrera de color azul cielo de la serie 996 de 2002.
- Larry the Cable Guy como Mater, una grúa de color celeste oxidada inspirada en un camión «boom» International Harvester L-170 de 1951[7][8] y un Chevrolet Task Force de mediados de la década de 1950.[9]
- Tony Shalhoub como Luigi, un Fiat 500 de 1959 de color amarillo.
- Cheech Marin como Ramone, un Chevrolet Impala Lowrider de 1959 personalizado quién tiene diferentes colores en cada secuencia de la película, regularmente es de color morado.
- Michael Wallis como Sheriff, un auto Mercury Eighty Eight Coupe de policía de 1948.
- George Carlin como Fillmore, un Volkswagen Type 2 de 1960 de color verde claro con aerografías.
- Paul Dooley como Sarge, un Jeep Willys de 1942 de color verde militar, al estilo del uso militar de los EE. UU.
- Jenifer Lewis como Flo, un General Motors Motorama de 1957 de color verde claro.
- Guido Quaroni como Guido, una carretilla elevadora de color azul personalizada, que se parece a un BMW Isetta en la parte delantera y solo habla italiano.
- Richard Petty como Strip «The King» Weathers, un Plymouth Superbird de color azul de 1970.
- Michael Keaton como Chick Hicks, un Buick Regal de 1986 de color verde descrito por Pixar como un stock car genérico de los años 80[9] quién es el rival del Rayo McQueen.
- Katherine Helmond como Lizzie, una Ford Model T de 1923 de color negro.
- John Ratzenberger como Mack, un Mack Super-Liner de 1985 de color rojo.
- Joe Ranft como Red, un camión de bomberos de color rojo y plateado al estilo de los años ‘60 —el diseño se parece más a un camión de mediados de esa época— y Jerry Recycled Batteries, un camión rojo gruñón sobre Peterbilt que McQueen confunde con Mack mientras está perdido. Estos fueron los dos últimos papeles de voz de Ranft antes de su muerte en agosto de 2005.
- Jeremy Piven (Estados Unidos) / Jeremy Clarkson (Reino Unido) como Harv, el agente de Lightning McQueen que nunca se ve en pantalla.
- Bob Costas como Bob Cutlass, un Oldsmobile Aurora de 1999 de color gris y locutor de las carreras de la Copa Piston.
- Darrell Waltrip como Darrell Cartrip, un Chevrolet Monte Carlo de 1977 con aerografías y locutor de las carreras de la Copa Piston.
- Humpy Wheeler como Tex Dinoco, un Cadillac Coupe de Ville de 1975 de color dorado y propietario de Dinoco.
- Lynda Petty como Lynda Weathers, un Chrysler Town and Country de 1974 de color azul y esposa de Strip Weathers
- Dale Earnhardt Jr. como «Junior» #8, un stock car de carreras genérico de color rojo.
- Michael Schumacher como Michael Schumacher Ferrari, un Ferrari F430 de 2004 de color rojo.
- Tom y Ray Magliozzi como Rusty y Dusty Rust-eze, un Dodge Dart de 1963 y un Dodge A100 de 1967 de color verde oxidado quiénes son los propietarios de Rust-eze.
- Richard Kind y Edie McClurg como Van y Minny, un Ford Windstar de 2003 de color verde y una Dodge Caravan de 1996 de color violeta claro.
- Lindsey Collins y Elissa Knight como Mia y Tia, dos hermanas Mazda Miata de 1995 gemelas de color rojo, admiradoras de Lightning McQueen.
- Mario Andretti como Mario Andretti#11, un Ford Fairlane de 1967 de color turquesa.
- Sarah Clark como Kori Turbowitz, un auto deportivo genérico de color turquesa y locutora de las carreras.
- Jay Leno como Jay Limo, un Dodge Magnum de 2005 de color azúl que aparece como cameo.
- Jonas Rivera como Boost, un Nissan Silvia de 1998 de color violeta, líder del Tuner Gang.
- E.J. Holowicki como DJ, un Scion xB de 2002 de color azul y miembro del Tuner Gang.
- Adrian Ochoa como Wingo, un Mitsubishi Eclipse de 1996 de color verde y púrpura y miembro del Tuner Gang.
- Lou Romano como Snot Rod, un Plymouth Barracuda de 1970 de color naranja y miembro del Tuner Gang que estornuda a menudo.
- Jess Harnell (sin acreditar) como Sven the Governator, un Humvee de color amarillo claro, cuya voz se parece a la de Arnold Schwarzenegger, y un auto de carreras genérico de color azul marino.
- Mike "No Name" Nelson como Not Chuck (No Carlos/Carlitos), una carretilla elevadora gruñona de color rojo del antiguo equipo de carreras de Lightning McQueen.

## Producción

### Desarrollo

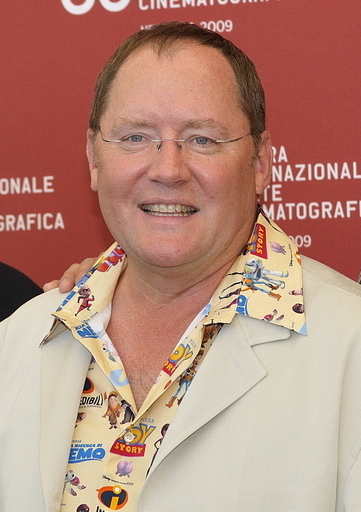
John Lasseter en 2009, director y escritor de Cars

El desarrollo de Cars comenzó en 1998, cuando Pixar terminó la producción de A Bug's Life. En ese momento, Jorgen Klubien comenzó a escribir un nuevo guion llamado The Yellow Car, que trataba sobre un coche eléctrico que vivía en un mundo consumidor de gasolina inspirado en El patito feo, idea que surgió por la mala acogida que sus compatriotas le dieron a su Mini-El. Algunos de los dibujos y personajes originales se desarrollaron en 1998 y los productores acordaron que Cars podría ser la próxima película de Pixar después de Bichos y estrenarse a principios de 1999, particularmente alrededor del 4 de junio. Sin embargo, la idea fue descartada a favor de Toy Story 2. Más tarde, la producción se reanudó con cambios importantes en el guion, como darle papeles más importantes a Mater, Doc y algunos otros personajes.
John Lasseter dijo que la inspiración para la historia de la película surgió después de que realizó un viaje por carretera a través del país con su esposa y cinco hijos en 2000. Cuando regresó al estudio después de las vacaciones, se puso en contacto con Michael Wallis, un historiador de la Ruta 66. Luego, Wallis dirigió a once animadores de Pixar en Cadillacs blancos alquilados en dos viajes por carretera diferentes a lo largo de la ruta para investigar la película. En 2001, el título provisional de la película era Rute 66 —después de la Ruta 66 de EE. UU.—, pero el título se cambió a Cars para evitar confusiones con la serie de televisión de los años ‘60 del mismo nombre. Además, el número de carrera de Rayo McQueen originalmente iba a ser 57 —una referencia a 1957, año de nacimiento de Lasseter—, pero se cambió a 95 —una referencia a 1995, el año en que se estrenó el primer largometraje de Pixar, Toy Story—.
En 2006, Lasseter habló sobre la inspiración de la película y dijo:

«Siempre me han gustado los coches. En una vena tengo sangre de Disney y en la otra, aceite de motor. La idea de combinar estas dos grandes pasiones en mi vida [autos y animación] fue irresistible. Cuando Joe [Ranft] y yo comenzamos a hablar de esta película en 1998, sabíamos que queríamos hacer algo con los automóviles como personajes. Por esa misma época, vimos un documental llamado Divided Highways, que trataba sobre la autopista interestatal y cómo afectaba a los pequeños pueblos a lo largo del camino. Nos conmovió mucho y comenzamos a pensar en cómo debió haber sido en estos pequeños pueblos que fueron evitados. Fue entonces cuando comenzamos a investigar realmente la Ruta 66, pero todavía no habíamos descubierto cuál iba a ser la historia de la película. Solía viajar por esa carretera con mi familia cuando era niño cuando visitábamos a nuestra familia en St. Louis.
John Lasseter

Años más tarde, en 2013, Klubien dijo que la película fue su mejor y más amarga experiencia porque lo despidieron antes de su estreno y porque siente que Lasseter lo excluyó de la historia de cómo se hizo la película».

### Animación
Para los autos en sí, Lasseter también visitó los estudios de diseño de los tres grandes fabricantes de automóviles de Detroit, en particular J Mays de Ford Motor Company. Lasseter aprendió cómo se diseñaban los autos reales.
En 2006, Lasseter habló sobre cómo trabajaron duro para hacer que la animación fuera creíble y dijo: 

«Fueron necesarios muchos meses de prueba y error y de practicar la animación de prueba para descubrir cómo se mueve cada automóvil y cómo funciona su mundo. Nuestros animadores supervisores, Doug Sweetland y Scott Clark, y los animadores directores, Bobby Podesta y James Ford Murphy, hicieron un trabajo increíble trabajando con el equipo de animación para determinar los movimientos únicos de cada personaje según su edad y el tipo de automóvil. Algunos autos son como autos deportivos y su suspensión es mucho más estricta. Otros son autos más antiguos de los años 50 que son mucho más sueltos y tienen más rebote. Queríamos lograr esa autenticidad, pero también asegurarnos de que cada automóvil tuviera una personalidad única. También queríamos que cada animador pudiera poner algo de sí mismo en el personaje y darle su propio toque. Cada día en los diarios era muy divertido porque veíamos cosas que nunca habíamos visto en nuestras vidas. El mundo de los coches cobró vida de una forma creíble e inesperada».
John Lasseter

A diferencia de la mayoría de los autos antropomórficos, los ojos de los vehículos se colocaron en el parabrisas —que se asemeja a los Tonka Talking Trucks, los personajes del corto One Cab's Family de Tex Avery y la propia Susie the Little Blue Coupe de Disney—, en lugar de dentro de los faros. Según el diseñador de producción Bob Pauley, «Desde el principio de este proyecto, John Lasseter tuvo en mente tener los ojos en el parabrisas. Por un lado, separa a nuestros personajes del enfoque más común en el que tienes ojitos de dibujos animados frente a los faros. Por otro lado, pensó que tener los ojos cerca de la boca en la parte delantera del auto se parecía más a una serpiente. Con los ojos puestos en el parabrisas, el punto de vista es más humano y da la sensación de que todo el coche podría estar involucrado en la animación del personaje». Esta decisión fue criticada en broma por el blog automotriz Jalopnik.
En 2006, el animador supervisor de la película, Scott Clark, habló sobre los desafíos de animar personajes de automóviles y dijo: «Obtener una gama completa de interpretación y emoción de estos personajes y hacerlos seguir pareciendo autos fue una tarea difícil, pero eso es lo que la animación hace mejor. Usas tu imaginación y haces que los movimientos y gestos encajen con el diseño. Es posible que nuestros personajes de automóviles no tengan brazos ni piernas, pero podemos inclinar los neumáticos hacia adentro o hacia afuera para sugerir que las manos se abran o se cierren. Podemos usar la dirección para señalar una dirección determinada. También diseñamos un párpado y una ceja especiales para el parabrisas que nos permiten comunicar una expresividad que los autos no tienen». Doug Sweetland, quién también sirvió como animador supervisor, también habló sobre los desafíos y dijo: «Se necesitó un tipo de animador diferente para poder interpretar realmente los modelos de Cars que para interpretar algo como los modelos de Los Increíbles. Con Los Increíbles, el animador podía obtener referencias para los personajes filmándose a sí mismo y viendo las imágenes. Pero con Cars se sale completamente de cualquier referencia. Sí, son coches, pero ningún coche puede hacer lo que hacen nuestros personajes. Es pura fantasía. Se necesitaron muchas pruebas y errores para lograr que se vieran bien».
Lasseter también explicó que la película comenzó con diseños en lápiz y papel, diciendo: «Verdad a los materiales. Comenzando con los diseños en lápiz y papel del diseñador de producción Bob Pauley, pasando por el modelado, la articulación y el sombreado de los personajes, hasta llegar finalmente a la animación, el equipo de producción trabajó arduamente para que los personajes del automóvil permanecieran fieles a sus orígenes». El gerente del departamento de personajes, Jay Ward, también explicó cómo querían que los autos parecieran lo más realistas posible, diciendo: «John no quería que los autos parecieran arcillosos o blandos. Insistió en la verdad de los materiales. Esto fue algo muy importante para él. Nos dijo que el acero debe sentirse como acero. El vidrio debe sentirse como vidrio. Estos autos deben sentirse pesados. Pesan tres o cuatro mil libras. Cuando se mueven, necesitan tener esa sensación. No deben parecer livianos ni demasiado saltarines hasta el punto de que el público pueda verlos como juguetes de goma». Según el director de animación James Ford Murphy: «Originalmente, los modelos de automóviles se construían para que básicamente pudieran hacer cualquier cosa. John seguía recordándonos que estos personajes están hechos de metal y pesan varios miles de libras. No pueden estirarse. Nos mostró ejemplos de animación muy vaga para ilustrar lo que no se debe hacer».
El supervisor de sombreado de personajes, Thomas Jordan, explicó que el cromo y la pintura de automóviles eran los principales desafíos de la película y dijo: «El cromo y la pintura de automóviles fueron nuestros dos principales desafíos en esta película. Empezamos aprendiendo todo lo que pudimos. En el taller de carrocería local, los vimos pintar un automóvil y vimos la forma en que mezclaban la pintura y aplicaban las distintas capas. Intentamos analizar lo que contiene la pintura real y lo recreamos en la computadora. Descubrimos que necesitábamos una pintura base, que es de donde proviene el color, y la capa transparente, que proporciona el reflejo. Luego pudimos agregar cosas como escamas metálicas para darle un brillo brillante, una calidad nacarada que podría cambiar de color según el ángulo, e incluso una capa de rayas para personajes como Ramone». El director técnico supervisor de la película, Eben Ostby, explicó que el mayor desafío para el equipo técnico fue crear las superficies metálicas y pintadas de los personajes de los autos, y los reflejos. que generan esas superficies, diciendo: «Dado que las estrellas de nuestra película están hechas de metal, John tenía un deseo real de ver reflejos realistas y una iluminación más hermosa que la que hemos visto en cualquiera de nuestras películas anteriores. En el pasado, hemos utilizado principalmente mapas ambientales y otras tecnologías basadas en mate para engañar a los reflejos, pero para Cars agregamos una capacidad de trazado de rayos a nuestro programa Renderman existente para elevar el nivel de Pixar».
La jefa de renderizado Jessica McMackin habló sobre el uso del trazado de rayos en la película y dijo: «Además de crear reflejos precisos, utilizamos el trazado de rayos para lograr otros efectos. Pudimos utilizar este enfoque para crear sombras precisas, como cuando hay múltiples fuentes de luz y desea obtener sombras difuminadas en los bordes. U oclusión, que es la ausencia de luz ambiental entre dos superficies, como un pliegue en una camisa. Un cuarto uso es la irradiancia. Un ejemplo de esto sería si tenías un trozo de papel rojo y lo sostenías contra una pared blanca, el papel coloreaba la luz y proyectaba un brillo rojo en la pared». El supervisor de personajes Tim Milliron explicó que la película utiliza un bloqueo de tierra sistema que mantenía los autos firmemente plantados en la carretera, diciendo: «El sistema de bloqueo del suelo es una de las cosas de las que estoy más orgulloso en esta película. En el pasado, los personajes nunca conocían su entorno de ninguna manera. Se requería un pase de simulación si querías que algo así sucediera. En los coches, este sistema está integrado en los propios modelos y, a medida que mueves el coche, el vehículo se pega al suelo. Fue una de esas cosas que hacemos en Pixar y sabíamos que tenía que hacerse, pero no teníamos idea de cómo hacerlo».
La directora técnica Lisa Forsell explicó que para realzar la riqueza y la belleza de los paisajes desérticos que rodean Radiator Springs, los realizadores crearon un departamento responsable de las pinturas mate y los planos del cielo, diciendo:

«Las pinturas mate digitales son una manera de conseguir mucha complejidad visual sin necesariamente tener que construir geometría compleja y escribir sombreadores complejos. Pasamos mucho tiempo trabajando en las nubes y sus diferentes formaciones. Suelen estar en varias capas y se mueven entre sí. Las nubes, de hecho, tienen cierto carácter y personalidad. La noción era que así como las personas se ven a sí mismas en las nubes, los automóviles ven varias nubes con forma de automóvil. Es sutil, pero definitivamente hay algunas que tienen forma de sedán. Y si miras de cerca, verás algunas que Parecen huellas de neumáticos. El hecho de que se preste tanta atención a los cielos habla del nivel visual de la película. ¿Hay algún punto de la historia? En realidad no. No hay ningún píxel en la pantalla que no tenga un extraordinario nivel de escrutinio. y el cuidado que se le aplica. No hay nada que sea simplemente desechable».
Lisa Forsell

Las computadoras utilizadas en el desarrollo de la película fueron cuatro veces más rápidas que las utilizadas en Los Increíbles y mil veces más rápidas que las utilizadas en Toy Story. Para construir los coches, los animadores utilizaron plataformas informáticas similares a las utilizadas en el diseño de automóviles del mundo real.

## Banda sonora
La banda sonora de Cars fue lanzada por Walt Disney Records el 6 de junio de 2006. Nueve pistas de la banda sonora son de artistas populares, mientras que las once restantes son de Randy Newman. Tiene dos versiones del clásico jazz de Bobby Troup «Route 66» —popularizado por Nat King Cole—, una de Chuck Berry y una nueva versión grabada específicamente para los créditos de la película interpretada por John Mayer. Brad Paisley contribuyó con dos de las nueve pistas del álbum, una de ellas «Find Yourself» utilizada para los créditos finales.
| N.º   | Título                | Escritor(es)  | Duración |  |
| 1.    | «Real Gone»           | Sheryl Crow   | 3:22     |  |
| 2.    | «Route 66»            | Chuck Berry   | 2:52     |  |
| 3.    | «Life Is a Highway»   | Rascal Flatts | 4:37     |  |
| 4.    | «Behind the Clouds»   | Brad Paisley  | 4:09     |  |
| 5.    | «Unsere Stadt»        | James Taylor  | 4:07     |  |
| 6.    | «Sh-Boom»             | The Chords    | 2:26     |  |
| 7.    | «Route 66»            | John Mayer    | 3:25     |  |
| 8.    | «Find Yourself»       | Brad Paisley  | 4:11     |  |
| 9.    | «Opening Race»        | Randy Newman  | 2:05     |  |
| 10.   | «McQueen's Lost»      | Randy Newman  | 2:29     |  |
| 11.   | «My Heart Would Know» | Hank Williams | 2:27     |  |
| 12.   | «Bessie»              | Randy Newman  | 0:59     |  |
| 13.   | «Dirt is Different»   | Randy Newman  | 1:28     |  |
| 14.   | «New Road»            | Randy Newman  | 1:17     |  |
| 15.   | «Tractor Tipping»     | Randy Newman  | 1:22     |  |
| 16.   | «McQueen & Sally»     | Randy Newman  | 2:00     |  |
| 17.   | «Goodbye»             | Randy Newman  | 2:42     |  |
| 18.   | «Pre-Race Pageantry»  | Randy Newman  | 1:31     |  |
| 19.   | «The Piston Cup»      | Randy Newman  | 1:52     |  |
| 20.   | «The Big Race»        | Randy Newman  | 3:07     |  |
| 52:28 |                       |               |          |  |

## Lanzamiento
Cars originalmente iba a ser lanzado el 4 de noviembre de 2005, pero el 7 de diciembre de 2004, su fecha de lanzamiento se trasladó al 9 de junio de 2006. Los analistas vieron el cambio de fecha de lanzamiento como una señal de Pixar de que se estaban preparando para el final pendiente del contrato de distribución de Disney, ya sea preparando materiales que no son de la empresa para presentarlos a otros estudios o estaban ganando tiempo para ver qué pasaba con la situación de Michael Eisner en Disney. Cuando el director ejecutivo de Pixar, Steve Jobs, hizo el anuncio de la fecha de lanzamiento, afirmó que el razonamiento se debía a querer poner todas las películas de Pixar en un calendario de lanzamiento de verano con ventas de DVD durante la temporada de compras navideñas.

### Medios domésticos
Cars se lanzó en DVD, en ediciones de pantalla ancha y completa, el 7 de noviembre de 2006, en Estados Unidos y Canadá. Este formato también se lanzó el 25 de octubre de 2006 en Australia y Nueva Zelanda y el 27 de noviembre de 2006 en el Reino Unido. El lanzamiento incluye el cortometraje exclusivo Mater and the Ghostlight y el teatral One Man Band, así como un documental de diez y seis minutos de duración sobre la película titulado Inspiration for Cars, que presenta al director John Lasseter. Esta versión certificada por THX también incluye un easter egg en el menú principal, que es un clip de cuarenta y cinco segundos que muestra una parodia de Cars a Boundin'. El 19 de febrero de 2007 se lanzó en VHS para los miembros del videoclub doméstico de Disney; sin embargo, hoy en día es muy escaso en encontrar y es considerado un artículo de colección.
Según Walt Disney Company, se vendieron cinco millones de copias del DVD los dos primeros días que estuvo disponible. La primera semana vendió 6 250 856 unidades y 15 370 791 en total (US$246,198,859). A diferencia de los lanzamientos anteriores en DVD de Pixar, no hay una edición especial de dos discos y no hay planes de lanzar uno en el futuro. Según Sara Maher, directora de producción de DVD de Pixar, John Lasseter y Pixar estaban preocupados por producciones como Ratatouille.
En Estados Unidos y Canadá, habían discos extra disponibles con la compra de la película en Wal-Mart y Target. El primero incluía un disco DVD extra Geared-Up que se centraba en la música de la película, incluido el vídeo musical de «Life Is A Highway», The Making of «Life Is A Highway», Cars: The Making of the Music y Under The Hood, un especial que se emitió originalmente en el canal de cable ABC Family. El bono de este último fue un disco DVD Rev'd Up que incluía material en su mayoría ya lanzado como parte del podcast oficial de Cars y se centró en la inspiración y producción de la película.
Cars también se lanzó en Blu-ray el 6 de noviembre de 2007, un año después del lanzamiento en DVD. Fue la primera película de Pixar que se lanzó en ese formato, junto con Ratatouille y Pixar Short Films Collection, Volume 1, y se relanzó como un paquete combinado de discos Blu-ray y DVD y una edición exclusiva en DVD en abril de 2011. La película se estrenó por primera vez en 3D el 29 de octubre de 2013, como parte de Cars: Ultimate Collector's Edition, que incluyó los lanzamientos en Blu-ray, Blu-ray 3D y DVD. En 2019, Cars se lanzó en Blu-ray 4K Ultra HD.

## Recepción

### Taquilla
En su primer fin de semana, Cars ganó US$60 000 000 en 3 985 salas de Estados Unidos, ocupando el puesto número uno en taquilla. Durante tres años, mantendría el récord de tener el fin de semana de estreno más alto para cualquier película orientada a los automóviles hasta que fue superada por Fast & Furious en 2009. En los Estados Unidos, la película se mantuvo en el puesto número uno durante dos semanas antes de ser superada por Click y luego por Superman Returns el fin de semana siguiente. Luego, la película ganó US$33 700 000 durante su segundo fin de semana mientras competía contra The Fast and the Furious: Tokyo Drift y Nacho Libre. Más tarde, Cars se asociaría con otra película de Disney, Piratas del Caribe: El cofre del hombre muerto, que se estrenó un mes después. Por esta época, se había acercado a la marca de los US$200 000 000, convirtiéndose en la tercera película del año en hacerlo, después de X-Men: The Last Stand y The Da Vinci Code. Llegó a recaudar US$462 000 000 en todo el mundo y US$244 000 000 de dólares en los Estados Unidos. Cars fue la segunda película animada más taquillera de 2006, detrás de Ice Age: The Meltdown.

## Spin-off
Una película llamada Aviones se lanzó en 2013, producida por DisneyToon Studios.
Se estrenó el 9 de agosto de 2013, pero no la produjo Pixar Animation Studios.
John Lasseter fue el productor ejecutivo de la película.